# Pallenopsis spicata
Pallenopsis spicata is een zeespin uit de familie Pallenopsidae. De soort behoort tot het geslacht Pallenopsis. Pallenopsis spicata werd in 1915 voor het eerst wetenschappelijk beschreven door Hodgson. 